# Marius Constant
 (octobre 2021).
Pour les articles homonymes, voir Constant.
Œuvres principales
- Étrange 3 & Milieu 2 ("Twilight Zone theme")[n 1]
- Cyrano de Bergerac (ballet)
- Les Chants de Maldoror
- 9 mars 1971

Marius Constant est un compositeur et chef d'orchestre français d'origine roumaine, né le 7 février 1925 à Bucarest et mort le 15 mai 2004 à Ivry-sur-Seine.

## Biographie
Marius Constant suit des études de piano et de composition au conservatoire de Bucarest jusqu'en 1944 auprès de Dinu Lipatti, Georges Enesco et Constantin Silvestri.  En 1946, il arrive en France, où il devient l'élève de Tony Aubin, d'Olivier Messiaen, de Nadia Boulanger et d'Arthur Honegger au Conservatoire de Paris.
À partir de 1950, s'intéressant à la musique électronique, il devient membre du Groupe de recherche de musique concrète de Pierre Schaeffer. Il est cofondateur et directeur de France Musique (1954-1969). 
De 1956 à 1966, il est directeur musical des Ballets de Paris de Roland Petit, il compose plusieurs ballets pour Roland Petit et Maurice Béjart (Haut-voltage (1956), Contrepointe (1958), Cyrano de Bergerac (1959), Éloge de la folie (1966) et Paradis perdu (1967). Il écrit un concerto pour piano pour le festival d'Aix-en-Provence de 1957. 
Commandée par le Conseil de la Musique de l'UNESCO, son oeuvre 24 Préludes pour orchestre a été créée en novembre 1958 au cours des Semaines Musicales de Paris, au Théâtre des Champs-Elysées, par l'Orchestre National de la RTF. sous la direction de Léonard Bernstein.
En 1963, il crée l'ensemble Ars nova, consacré à la musique nouvelle.
Il écrit d'autres ballets : Septentrion (1975), Nana (1976) et L'ange bleu (1985). La tragédie de Carmen (1981) est écrite en collaboration avec Peter Brook d'après l'opéra Carmen de Georges Bizet. Amateur de jazz passionné par le travail sur l'improvisation, il écrit Stress en 1977 avec le pianiste de jazz Martial Solal. Il enseigne l'orchestration et l'instrumentation au Conservatoire de Paris de 1978 à 1988. En 1982, il est membre de la commission Maurice Fleuret, chargée d'examiner le projet de construction de l'Opéra Bastille. Il enseigne à l'université Stanford et à Hilversum. Le 9 décembre 1992, il est élu à l'Académie des beaux-arts au fauteuil d'Olivier Messiaen. Charles Chaynes lui succède en 2005 et prononce son éloge sous la Coupole en janvier 2007.
Marius Constant est célèbre - en particulier auprès du public américain - pour avoir composé deux musiques qui servirent de thème principal au générique de début et de fin de la série la Quatrième Dimension produite par Rod Serling. D'abord destinées à la chaîne CBS, les deux courtes pièces intitulées Étrange 3 et Milieu 2, étaient composées pour un petit ensemble instrumental. Le directeur musical de la série Lud Gluskin les assembla pour en faire le générique d'ouverture en remplacement de la précédente musique composée par Bernard Herrmann. Le motif principal de quatre notes joué en boucle à la guitare électrique, est depuis connu en tant que Twilight Zone theme.
Marius Constant meurt à Ivry-sur-Seine en 2004. Il est enterré au cimetière parisien d'Ivry (24e division).

## Œuvres principales
- 1950 : Trio pour hautbois, clarinette et basson.
- 1951 : Trois complexes pour contrebasse et piano.
- 1955 : Musique de concert pour saxophone alto
- 1956 : Haut-voltage, ballet.
- 1957 : Concerto pour piano
- 1958 : Contrepointe, ballet.
- 1958 : Vingt-quatre préludes pour orchestre.
- 1959 : Cyrano de Bergerac, ballet.
- 1961 : Turner, trois essais pour orchestre.
- 1962 : Les Chants de Maldoror.
- 1966 : Éloge de la Folie, ballet.
- 1967 : Paradis perdu, ballet.
- 1968 : Winds, pour douze instruments. Chaconne et Marche militaire. Cinq chants et une vocalise.
- 1969 : Le Souper, opéra. Traits-Cadavres exquis. Moulins à prières, pour deux clavecins.
- 1970 : Messe des Pauvres, d'après Erik Satie. Quatorze stations. Equal, pour percussions. Candide, ballet.
- 1971 : 9 mars 1971 pour petite flûte (piccolo) et jeu de timbres (glockenspiel) (composé en hommage au compositeur Jean-Pierre Guézec mort ce jour-là[5]).
- 1972 : Strings, pour clavecin.
- 1973 : Faciebat Anno, pour orchestre.
- 1974 : Le Jeu de Sainte-Agnès, opéra.
- 1975 : Psyché, pour pianos et percussions.
- 1975 : Septentrion, ballet
- 1976 : Nana, ballet.
- 1976-1980 : Nana-Symphonie.
- 1977 : Stress, en coll. avec Martial Solal. Gli Elementi, concerto.
- 1978 : Symphonie pour instruments à vent.
- 1980 : Harpalycé pour harpe seul/harpe et quintette à cordes/harpe et orchestre à cordes.
- 1981 : Cent-trois regards dans l'eau, pour violon et orchestre. La Tragédie de Carmen, musique de scène pour la pièce de Jean-Claude Carrière, mise en scène par Peter Brook. Musique pour La Cerisaie, pièce d'Anton Tchekhov, FR3 diffusion.
- 1983 : Pelléas et Mélisande, symphonie.
- 1984 : L'Île inconnue.
- 1985 : L'Ange bleu, ballet. L'inauguration de la maison, pour orchestre.
- 1986 : Perpetuo.
- 1987 : Trois poèmes élastiques, chœur.
- 1988 : Concerto pour orgue de barbarie. Gaspard de la Nuit, d'après Maurice Ravel.
- 1989 : Oratorio des Droits de l'Homme.
- 1990 : Konzertstück.
- 1992 : Impressions de Pelléas, opéra d'après Claude Debussy. Brevissima, symphonie. Musique de Napoléon, film d'Abel Gance.
- 1994-1995 : Teresa-Sade, mélodrame lyrique retraçant les amours imaginaires du marquis de Sade et de Sainte Thérèse d'Avila. Livret de Pierre Bourgeade.
- 1995 : Chant de retour, oratorio.
- 1999 : Rimbaud-Verlaine, un amour fou : des saisons en enfer, mélodrame lyrique. Livret de Pierre Bourgeade, mise en scène Daniel Mesguich.

## Discographie sélective
- 4 Concertos (cor, orgue de barbarie, saxophone, trombone), 1 CD, 1990, Orchestre symphonique et lyrique de Nancy, dir. Jérôme Kaltenbach, éd. Erato.
- Strings, 1 CD, 1994, éd. Salabert (SCD 9401), distr. Harmonia Mundi[6],[n 2](enreg. le 17 janvier 1993 au théâtre des Bouffes-du-Nord, Paris)

## Distinctions
- Grand officier de l'ordre national du Mérite (1995)[7]

## Hommage
En octobre 2011, la ville de Paris renomme le square de la rue Ortolan en square Marius-Constant.
En 2014, une plaque commémorative est déposée sur la façade du 16 rue des fossés Saint-Jacques, à Paris où il résida jusqu'à sa mort.